# Oliver Drake (baseball)
Pour les articles homonymes, voir Drake et Oliver Drake (homonymie).
Oliver Gardner Drake (né le 13 janvier 1987 à Worcester, Massachusetts, États-Unis) est un lanceur de relève droitier qui a évolué en Ligue majeure de baseball de 2015 à 2020.

## Carrière
Étudiant et joueur de baseball à l'Académie navale d'Annapolis, Oliver Drake est repêché par les Orioles de Baltimore au 43e tour de sélection en 2008. Il est le 1 286e athlète sélectionné par un club du baseball majeur sur un total de 1 405 cette année-là. Il débute en 2008 sa carrière professionnelle en ligues mineures comme lanceur partant. Une opération à l'épaule subie en 2011 le limite à seulement trois matchs joués durant l'année 2012 et incite les Orioles à le convertir en lanceur de relève à partir de 2013.
C'est à l'âge de 28 ans que Drake fait ses débuts dans le baseball majeur. Son premier match est disputé le 23 mai 2015 lorsqu'il lance 3 manches en relève pour Baltimore contre les Marlins de Miami. Ses débuts s'effectuent moins d'un mois après ceux d'un autre membre de la United States Navy, le lanceur Mitch Harris, devenu en avril 2015 le premier midshipman à jouer dans les majeures depuis 1921.